# قشرة سمعية

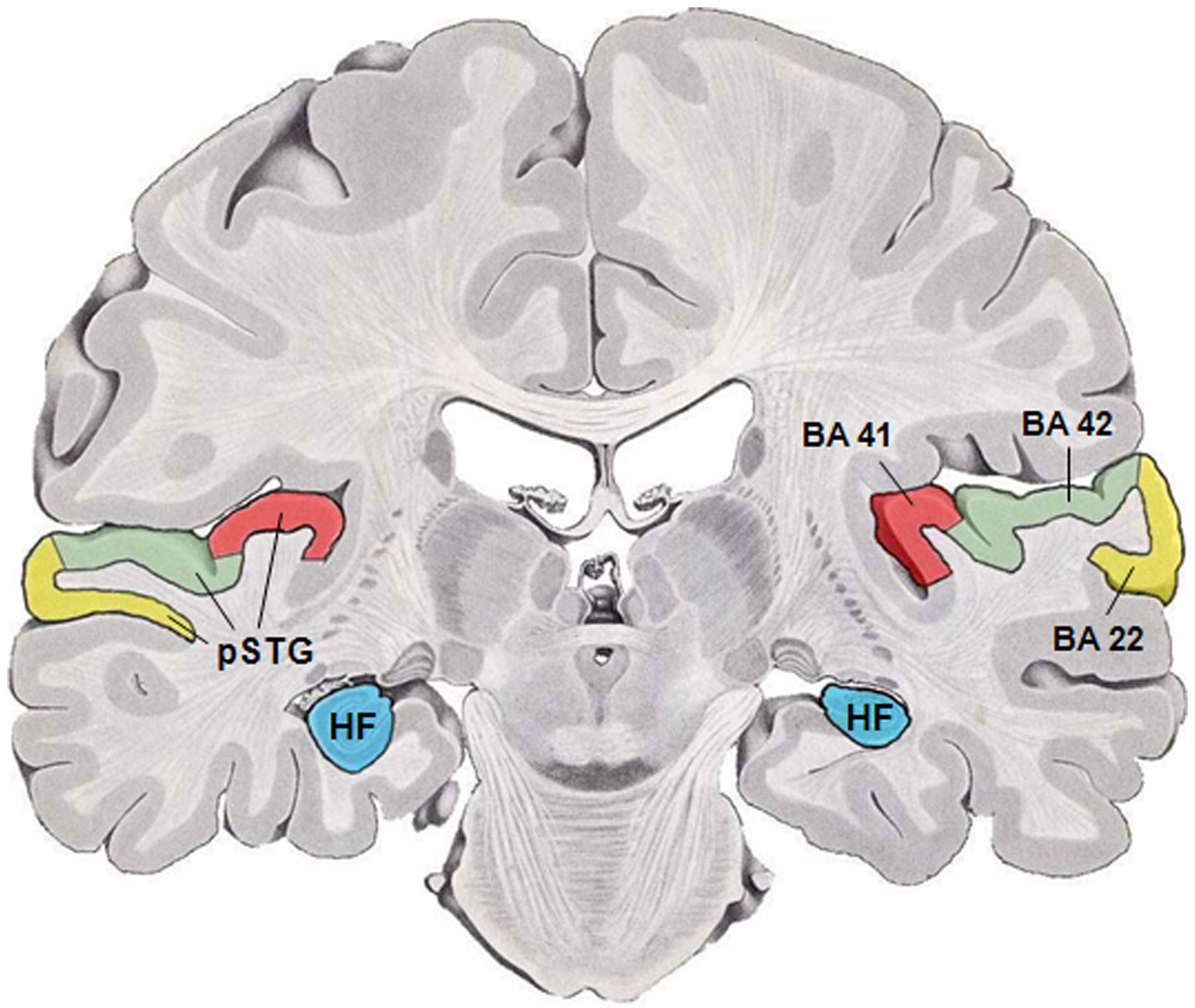
مقطع في الدماغ البشري.

القشرة السمعية الأولية هي جزء من الفص الصدغي وتعالج المعلومات السمعية في البشر والفقاريات. تشكل جزءاً من الجهاز السمعي، مؤديةً وظائف أساسية في السمع.
تقع على الجانبين تقريباً في الجانب العلوي من الفص الصدغي - في البشر على المستوى الصدغي العلوي بداخل الشق الجانبي وتضم أجزاء من تلفيف هيشل " Heschl's gyrus" والتلفيف الصدغي العلوي بما في ذلك مناطق برودمان 41،42 وجزء من المنطقة 22).
التلف على جانب واحد يؤدي إلى فقدان سمع طفيف في حين أن التلف على الجانبين يؤدي إلى صمم قشري.

## التركيب
كانت القشرة السمعية تنقسم في السابق إلى مناطق أولية (A1) وثانوية (A2) ومناطق محيطة،
التقسيمات الحديثة للقشرة السمعية هي اللب "the core" (والذي يتضمن A1)، الحزام "the belt"، والحزام المجاور "parabelt".
الحزام هو المنطقة التي تحيط مباشرة باللب
أما الحزام المجاور فيقع بجوار الجانب الوحشي للحزام.
بجانب استقبالها مدخلات من الأذنين عن طريق الأجزاء السفلية للجهاز السمعي، فإنها أيضاً بالتبعية ترسل إشارات لهذه المناطق وتتصل مع المناطق الأخرى المختلفة للقشرة الدماغية.
المعلومات عن القشرة السمعية تم تجمعيها والحصول عليها عن طريق الأبحاث التي أجريت على القطط، قردة المكاك وحيوانات أخرى. وبالتالي فإن بعض المعلومات عن القشرة السمعية البشرية مازالت متضاربة.

## التطور
الخصائص الوظيفية للقشرة السمعية الأولية البالغة (A1) تعتمد اعتماداً كبيراً على الأصوات التي واجهتها في وقت مبكر من الحياة.
تم دراسة ذلك بشكل أفضل باستخدام النماذج الحيوانية وخاصة القطط والفئران. في الفأر فإن التعرض لتردد واحد أثناء يوم بعد الولادة يؤدي إلى التمدد ضعفين في تمثيل هذا التردد في القشرة السمعية A1. الأهم من ذلك أن التغيير مستمر، أي أنه يستمر طوال فترة حياة الحيوان كما أنه محدد حيث أن التعرض لنفس التردد خارج تلك الفترة لا يسبب أي تغيير دائم في التوضع النغمي في A1.

## الوظيفة
مثلها مثل المناطق الحسية في القشرة المخية
الإحساسات السمعية تصل إلى الإدراك إذا تم استقبالها ومعالجتها في القشرة السمعية. الدليل على ذلك يأتي من الدراسات التي أجريت على ألاضرار التي حدثت في مرضى والتي أدت إلى تلف دائم لمناطق من القشرة المخية نتيجة الأورام أو الجلطات، أو من التجارب التي أجريت على الحيوانات حيث تم تعطيل مناطق من القشرة المخية عن طرق أضرار جراحية أو بطرق أخرى.
تلف القشرة السمعية الأولية في البشر يؤدي لفقد الوعى لأي صوت ولكن تظل القدرة على الاستجابة بشكل انعكاسي للاصوات وذلك لأن قدر كبير من المعالجة يحدث على المستوى التحت قشري في الدماغ المتوسط وجذع الدماغ السمعي.
تُرتب الخلايا العصبية في القشرة السمعية وفقاً لتردد الصوت الذي تستجيب له بشكل أفضل، الخلايا العصبية في أحد نهايات القشرة السمعية تستجيب بشكل أفضل للترددات المنخفضة، في حين أن تلك المجودة في النهاية الأخرى تستجيب أفضل للترددات العالية. يوجد العديد من المناطق السمعية (مثل وجدود العديد من المناطق في القشرة البصرية) والتي يمكن تمييزها تشريحياً على أساس أنها تحتوي خريطة ترددات كاملة "fequency map". الغرض من هذه الخريطة غير معروف، ولكن من المرجح أنها تعكس حقيقة أن القوقعة مرتبة وفقاً لتردد الصوت. تشارك القشرة السمعية في مهام مثل تحديد وعزل «الأجسام» السمعية وتحديد مكان وجود الصوت في الفضاء.
أشارت المسوحات على الدماغ البشري أن جزءاً طرفياً صغيراً من هذه المنطقة الدماغية ينشط عند محاولة التعرف على النغمة الموسيقية. تستثار الخلايا الفردية باستمرار عند ترددات محددة، أو مضاعفات هذا التردد.
تلعب القشرة السمعية دوراً هاماً في السمع لكنه بعدُ غامض. وعندما تمر المعلومات السمعية في القشرة فإن تفاصيل ما يحدث بالضبط ليست واضحة. توجد درجة كبيرة من الاختلاف بين البشر في القشرة السمعية كما لاحظ عالم الأحياء جيمس بيمنت والذي كتب «إن القشرة معقدة للغاية حيث أن أقصى ما نطمحُ إليه هو فهمها من ناحية المبدأ، لأن الأدلة المتوفرة لدينا بالفعل تشير أنه لا تعمل قشرتان بالضبط بنفس الطريقة.»

## وصلات خارجية
- منطقة برودمان 41
- منطقة برودمان 42